# Daihatsu Terios
Daihatsu Terios er en kompakt SUV fra bilmærket Daihatsu. Bilen blev første gang præsenteret i 1997 og gælder som efterfølger for Daihatsu Rocky. I starten var modellen udstyret med motorer fra Daihatsu Charade på 1,3 og 1,5 liter og femtrins manuel gearkasse eller firetrins automatgear. I Japan blev første generation også solgt under navnet Toyota Cami, samt i en kortere udgave under navnet Daihatsu Terios Kid. Terios findes − i modsætning til sine forgængere − kun med fem døre. Et facelift, hvor Terios fik en kølergrill i krom, fandt sted i 2000.

## Motorer
- 1,3 (J100G) (4 cylindre, 1296 cm³, 61 kW (83 hk))
- 1,3 (J102G/J122G) (4 cylindre, 1297 cm³, 68 kW (92 hk))
- 1,3 (J102G/J122G) (4 cylindre, turbo, 1297 cm³, 103 kW (140 hk))
- 1,5 (4 cylindre, 1495 cm³, 77 kW (105 hk))

## Terios II
I 2006 introduceredes en efterfølger udviklet i samarbejde med Toyota. Terios II sælges også som Toyota Rush og Daihatsu Be-go. I starten af 2009 gennemgik anden generation af Terios et facelift, hvor fronten, specielt kølergrillen, og baglygterne blev modificeret.
- Daihatsu Terios II (2006−2008)
- Bagfra
- Daihatsu Terios II (2009−)
- Bagfra

## Terios i hele verden

### Premier Ri0 / Rio+
Første generation bygges af den indiske bilfabrikant Premier under navnet Premier RiO fortsat. Bilen er dog udstyret med en licenskopi af PSA's XU-dieselmotor fra Peugeot 309 og var ved introduktionen den første indiske SUV med dieselmotor. Den aktuelle model bygges under navnet Premier Rio+.

### Perodua Kembara / Perodua Nautica
Perodua fra Kuala Lumpur bygger Terios I under navnet Perodua Kembara, og Terios II som Perodua Nautica.

## Billeder
- Daihatsu Terios Plus (1997–2006)
- Bagfra
- Toyota Cami
- Perodua Kembara
- Toyota Rush